# Yangzhou
Yangzhou (xinès simplificat: 扬|州; xinès tradicional: 揚|州; Pinyin: Yángzhōu); antigues formes: Yang-chou, Yangchow; literalment "Prefectura Creixent") és una ciutat prefectura situada a la província de Jiangsu, a la República Popular de la Xina. Situada a la vora nord del Iang-tse, amb la capital provincial de Nankín al sud-oest, Huai'an al nord, Yanxeng al nord-est, Taizhou a l'est i Zhenjiang al sud, creuant el riu.